# Christian Heyne (Filmkomponist)
Christian Heyne (* 18. Dezember 1960 in München) ist ein deutscher Filmkomponist.
Christian Heyne studierte Evangelische Theologie, zusätzlich war er bereits als Musiker und Komponist aktiv. Ab 1987 machte er eine Ausbildung zum Toningenieur und war in dieser Funktion an Theaterhäusern beschäftigt. Bis 1996 studierte er Musikwissenschaft, Musikpädagogik und nahm Kompositionsunterricht. Seit 1998 betreibt er sein eigenes Tonstudio in München.
Für seine Arbeiten wurde er 2007 für den Deutschen Filmpreis und 2010 und 2011 für den Preis der deutschen Filmkritik jeweils für die beste Filmmusik nominiert.

## Filmografie (Auswahl)
- 1997: Hunger – Sehnsucht nach Liebe
- 1999: Der Perückenmacher (Kurzfilm)
- 2002: Die Rückkehr
- 2002: Lassie (Kurzfilm)
- 2003: Das Duo – Stiller Tod
- 2004: Abgefahren – Mit Vollgas in die Liebe
- 2004: Bergkristall
- 2005: Das Duo – Herzflimmern
- 2005–2007: Alles außer Sex (Fernsehserie, 20 Folgen)
- 2006: Ich bin die Andere
- 2008: Die Gustloff
- 2008: Die Geschichte vom Brandner Kaspar
- 2009: Vision – Aus dem Leben der Hildegard von Bingen
- 2010: Jane’s Journey (Dokumentarfilm)
- 2010: Kinderspiel (Kurzfilm)
- 2011: Das Duo – Liebe und Tod